# Hartberg Umgebung

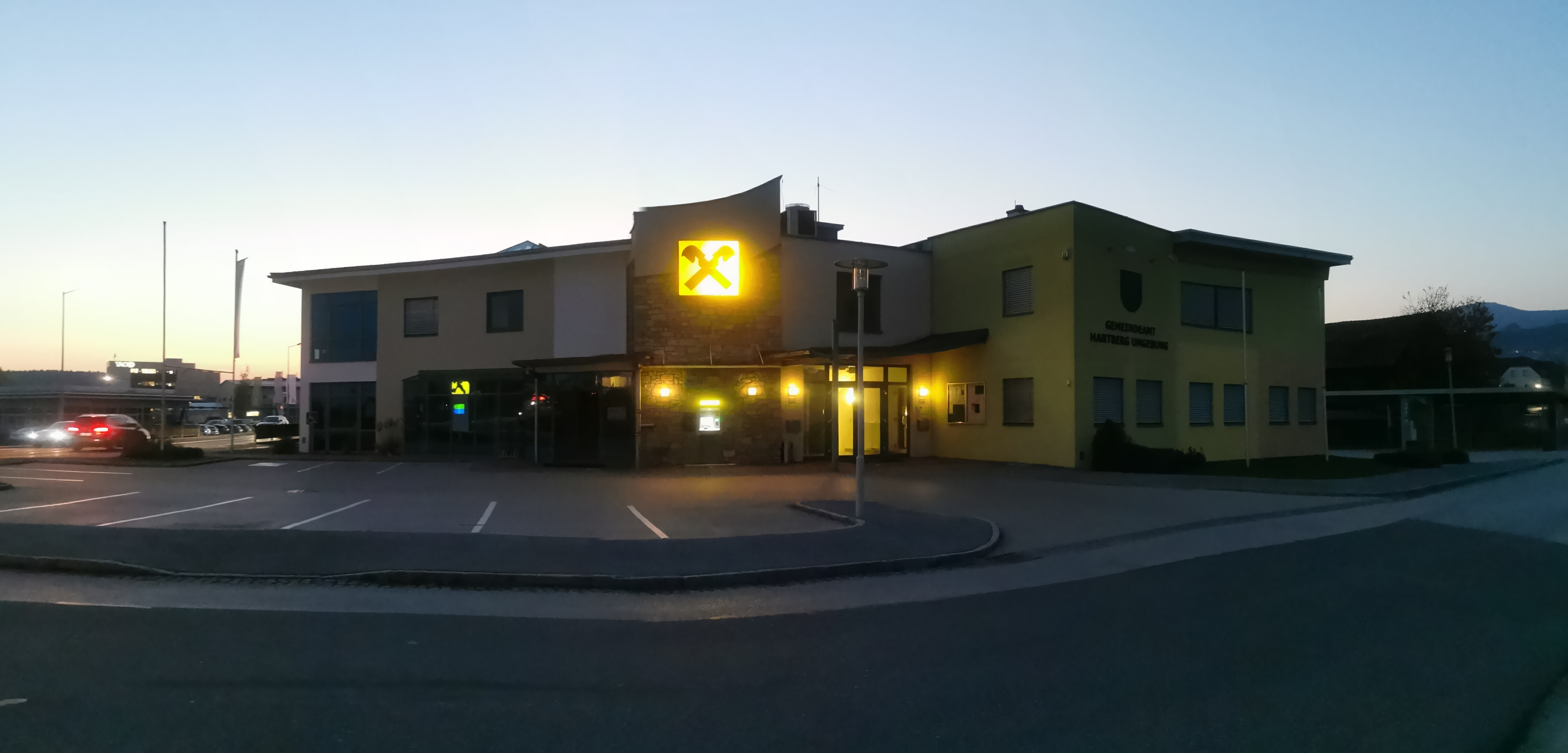
Gemeindeamt im Hauptort Schildbach

Hartberg Umgebung ist eine Gemeinde mit 2216 Einwohnern (Stand 1. Jänner 2025) im Gerichtsbezirk Fürstenfeld und im politischen Bezirk Hartberg-Fürstenfeld im Osten der Steiermark (Österreich). Die Gemeinde wurde am 1. Jänner 1969 gegründet.

## Geografie

### Geografische Lage
Hartberg Umgebung liegt im Osten der Steiermark im Joglland am Übergang zum oststeirischen Hügelland. Die Gemeinde befindet sich zirka 3 Kilometer südwestlich der Bezirkshauptstadt Hartberg und rund 40 Kilometer nordöstlich der Landeshauptstadt Graz.
Die Gemeinde wird im Süden vom Dombach, einem Nebenfluss der Hartberger Safen, und im Osten vom Schildbach, einem Nebenfluss des Löffelbachs, durchflossen, die sich die Entwässerung der Gemeinde teilen. Ihr Zusammenfluss befindet sich bereits im Gebiet der Nachbargemeinde Buch-St. Magdalena.
Im Westen grenzt Hartberg Umgebung an den Naturpark Pöllauer Tal. Im Norden befinden sich die beiden höchsten Erhebungen, der Annenkogel (860 m) und der Wullmenstein (867 m).
Die Ortschaft Schildbach ist mit der Nachbargemeinde Hartberg zusammengewachsen.

### Gemeindegliederung
Hartberg Umgebung besteht aus sechs Ortschaften und zwölf Ortsteilen (Einwohner Stand 1. Jänner 2025, Fläche Stand 31. Dezember 2023):
- Flattendorf (628 Ew., 765,28 ha) mit Au, Flattenberg, Meierhöf, Sankt Anna, Saupoint und Wartberg
- Löffelbach (745 Ew., 1.039,69 ha) Buchberg, Hausberg, Heckerberg, Löffelberg und Neuberg
- Mitterdombach (122 Ew., 309,12 ha)
- Schildbach (501 Ew., 442,76 ha)
- Siebenbrunn (114 Ew., 260,7 ha)
- Wenireith (106 Ew., 224,55 ha) mit Totterfeld

### Nachbargemeinden
| Pöllauberg | Greinbach                                   | Greinbach          |
| Pöllau     | Kompassrose, die auf Nachbargemeinden zeigt | Hartberg           |
| Kaindorf   | Kaindorf                                    | Buch-St. Magdalena |

## Geschichte
Die ersten urkundlichen Erwähnungen fallen in das 13. und 14. Jahrhundert.
Im Juli/August 1944 wurden in Mitterdombach ungarische Jüdinnen zur Zwangsarbeit in der Landwirtschaft eingesetzt.
Die heutige Großgemeinde entstand am 1. Jänner 1969 aus der Zusammenlegung der Gemeinden Schildbach, Löffelbach, Flattendorf und Mitterdombach, dazu kam noch die KG Wenireith, die aus der ursprünglichen Gemeinde Wenireith herausgelöst worden war.

## Kultur und Sehenswürdigkeiten

### Bauwerke

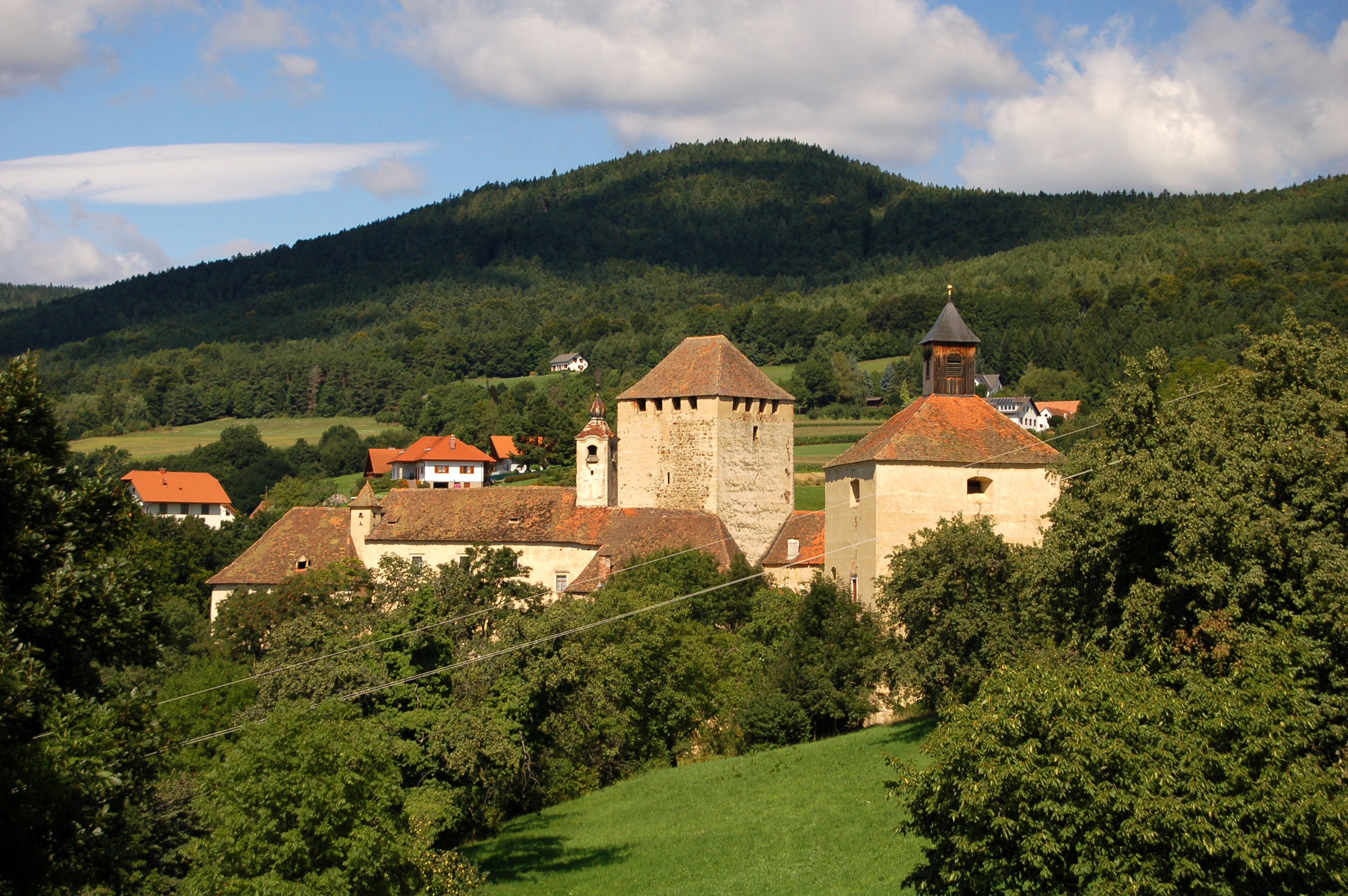
Burg Neuberg in Löffelbach

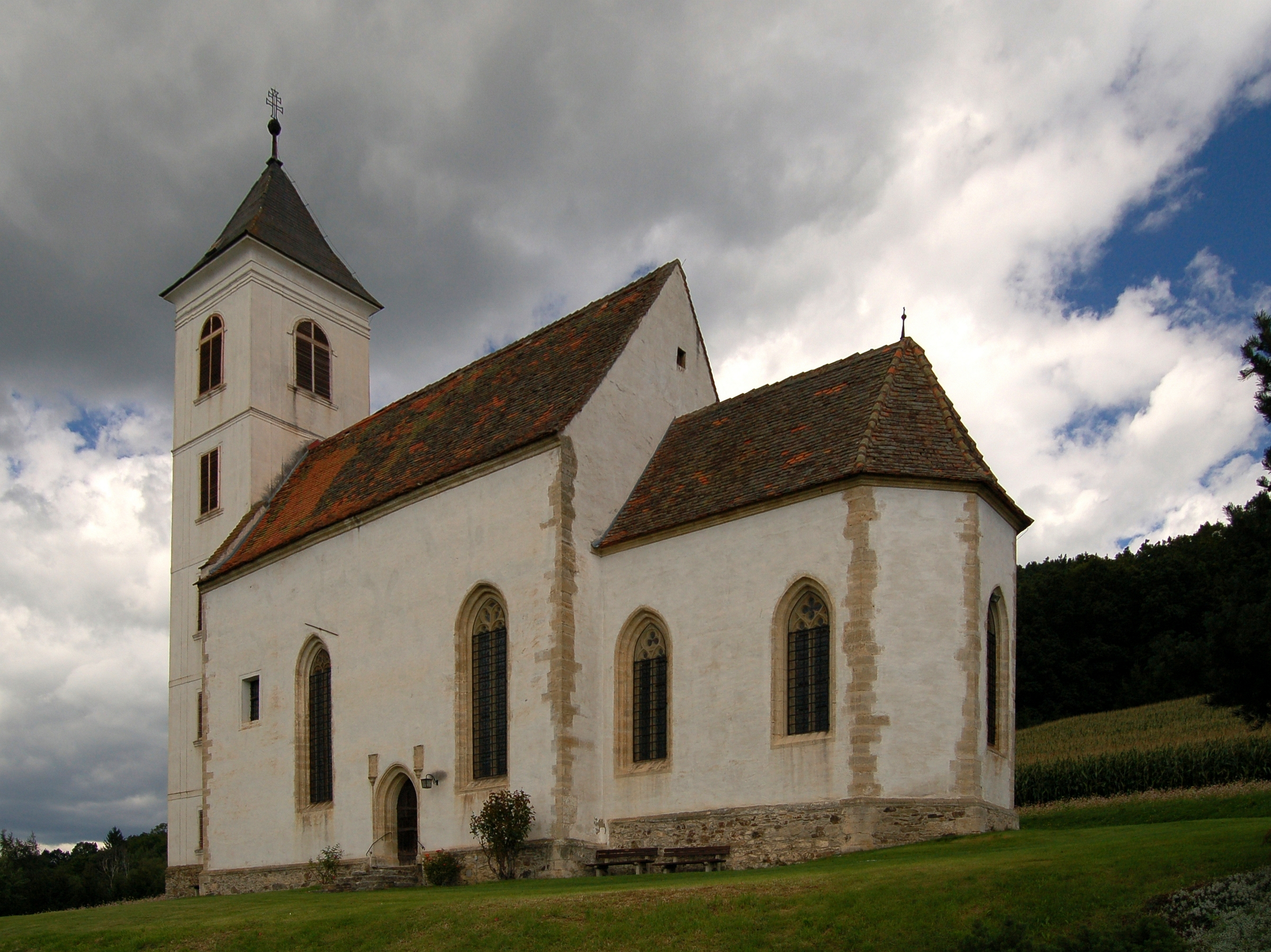
St. Anna am Masenberg

- Die Villa Rustica im Ortsteil Löffelbach ist ein römischer Landsitz aus dem 2. und 3. Jahrhundert. Die gut erhaltenen Grundmauern wurden in den Jahren 1961 bis 1963 freigelegt und konserviert. Von 1992 bis 2002 wurde die Ruine restauriert.Villa Rustica in Löffelbach

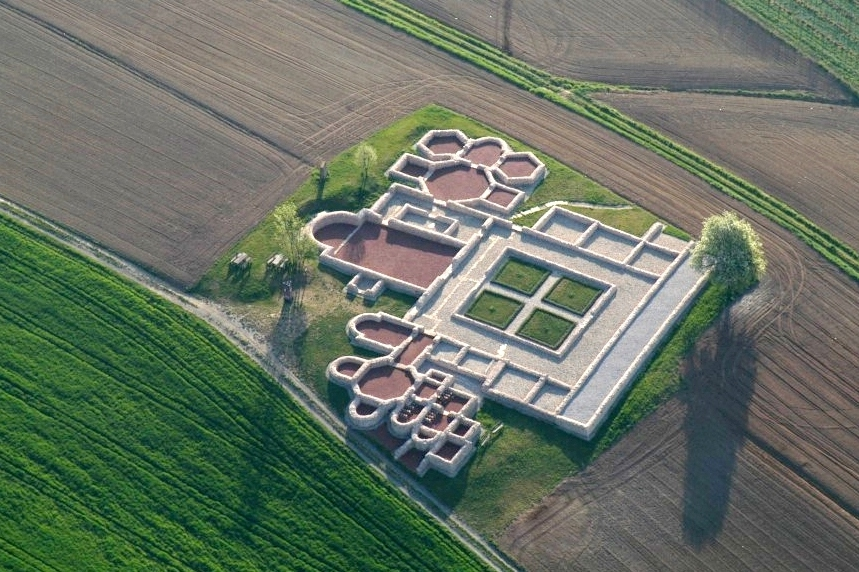
Villa Rustica in Löffelbach

- Die Burg Neuberg am Fuße des Ringkogels liegt ebenfalls im Ortsteil Löffelbach und zählt zu den bedeutendsten Wehrbauten der Steiermark. Sie wurde im 12. Jahrhundert errichtet. Da sich die Burg in Privatbesitz befindet, kann sie nicht besichtigt werden.Burg Neuberg in Löffelbach
- Die gotische St. Anna am Masenberg aus dem 15. Jahrhundert liegt im gleichnamigen Ortsteil am Fuße des Masenberges. Sehenswert sind der gotische Seitenaltar aus dem Jahre 1522 und der barocke Hochaltar, der 1758 entstand.St. Anna am Masenberg

### Vereine

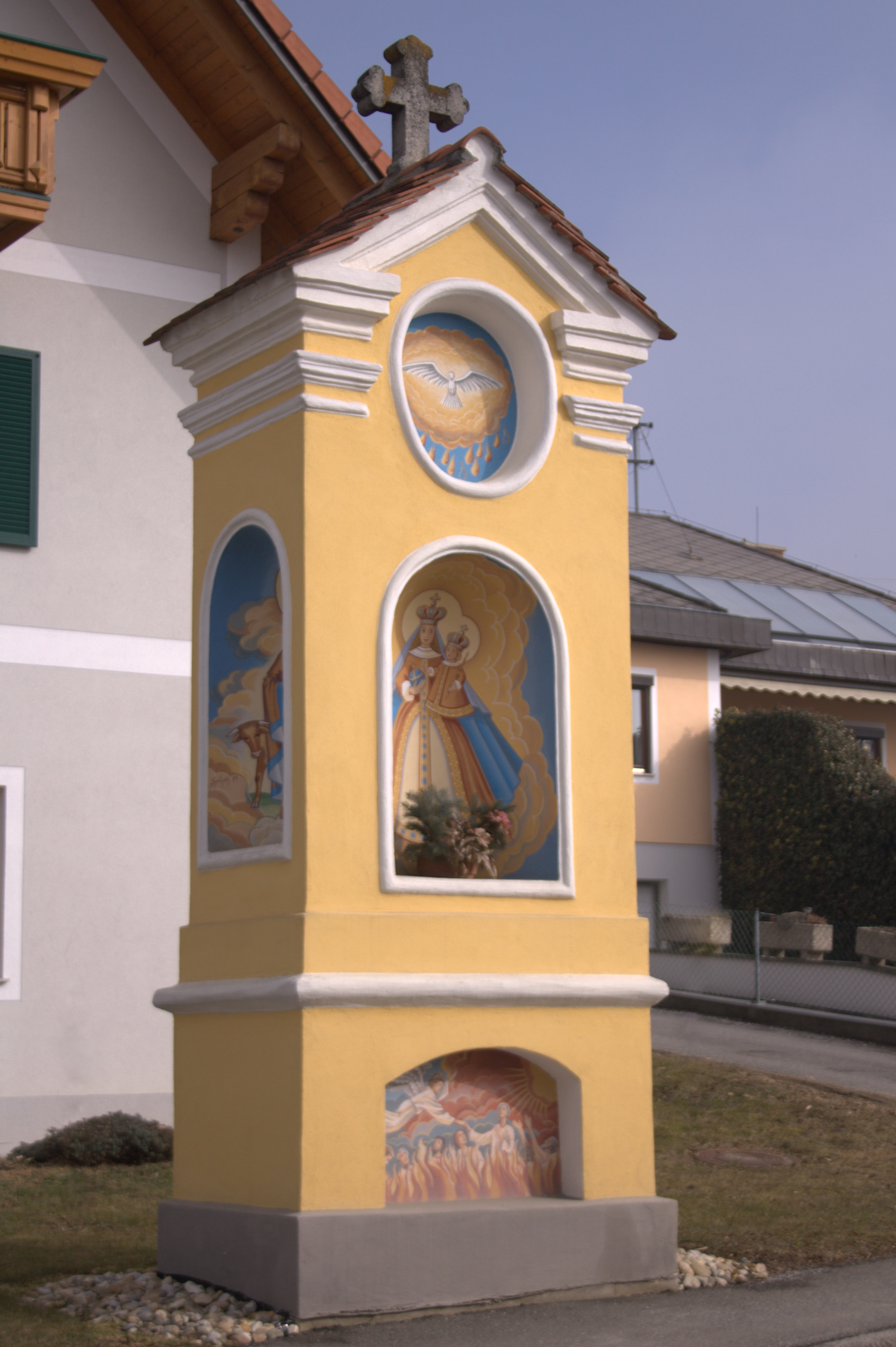
Bildstock in Schildbach

- Freiwillige Feuerwehr Schildbach
- Freiwillige Feuerwehr Mitterdombach

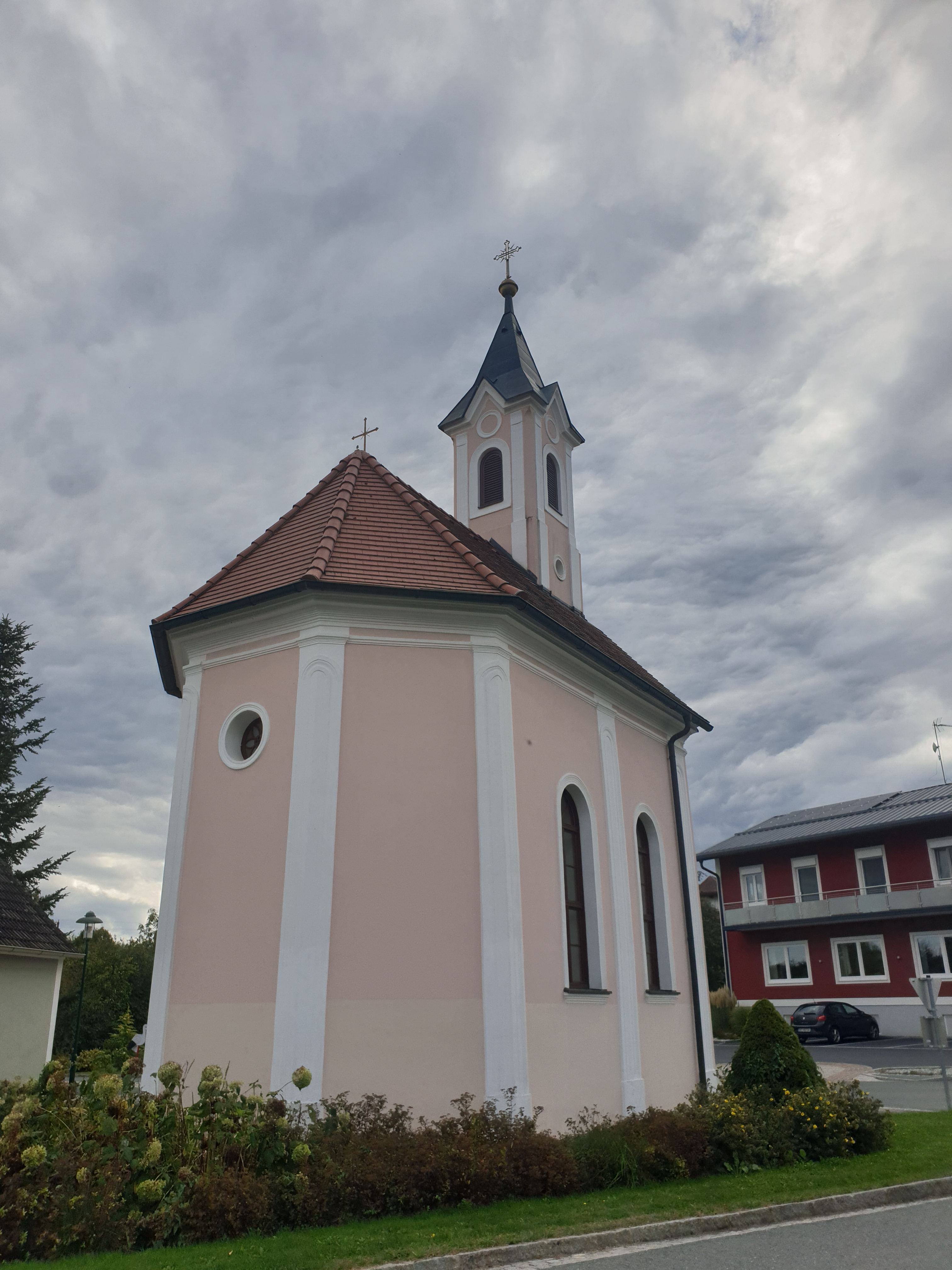
Dorfkapelle Flattendorf

- USV Hartberg-Umgebung (Fußball)Dorfkapelle Flattendorf

## Wirtschaft und Infrastruktur
Die Gemeinde ist Mitglied der Wirtschaftsregion Hartberg und der Klima- und Energie Modellregion Hartberg.

### Verkehr
Die Wechsel Straße (B 54) von Hartberg nach Gleisdorf führt durch das östliche Gemeindegebiet, wobei sie nur in Schildbach durch den Ort verläuft. Etwas weiter östlich verläuft außerhalb des Gemeindegebietes die Süd Autobahn A 2 von Wien nach Graz. Sie kann in etwa 6 Kilometer Entfernung über die Anschlussstelle Hartberg (115) erreicht werden.
Die Gemeinde hat keinen Eisenbahnanschluss. Der nächstgelegene Bahnhof befindet sich in Hartberg in zirka 4 Kilometer Entfernung. Er bietet Zugang zur Thermenbahn mit zweistündlichen Regionalzug-Verbindungen nach Wien und Fehring.
Der Flughafen Graz ist ungefähr 75 Kilometer entfernt.

## Politik

### Bürgermeister
Bürgermeister ist Andreas Schneider (ÖVP).
Dem Gemeindevorstand gehören weiters die Vizebürgermeister Franz Faltisek (ÖVP) und der Gemeindekassier Franz Singer (FÜR) an.

### Gemeinderat
| Partei                            | 2025             | 2025             | 2025             | 2020             | 2020             | 2020             | 2015             | 2015             | 2015             | 2010             | 2010             | 2010             | 2005             | 2005             | 2005             | 2000             | 2000             | 2000             | 1995             | 1995             | 1995             | 1990             | 1990             | 1990             |
| Partei                            | St.              | %                | M.               | St.              | %                | M.               | St.              | %                | M.               | St.              | %                | M.               | St.              | %                | M.               | St.              | %                | M.               | St.              | %                | M.               | St.              | %                | M.               |
| --------------------------------- | ---------------- | ---------------- | ---------------- | ---------------- | ---------------- | ---------------- | ---------------- | ---------------- | ---------------- | ---------------- | ---------------- | ---------------- | ---------------- | ---------------- | ---------------- | ---------------- | ---------------- | ---------------- | ---------------- | ---------------- | ---------------- | ---------------- | ---------------- | ---------------- |
| ÖVP                               | 1033             | 73               | 11               | 866              | 66               | 10               | 1059             | 84               | 13               | 1060             | 75               | 12               | 915              | 64               | 11               | 998              | 75               | 12               | 1047             | 81               | 13               | 1110             | 85               | 13               |
| SPÖ                               | nicht kandidiert | nicht kandidiert | nicht kandidiert | 050              | 4                | 0                | 0195             | 16               | 02               | 0194             | 14               | 02               | 220              | 15               | 02               | 060              | 05               | 0                | 0094             | 07               | 01               | 0190             | 15               | 02               |
| FPÖ                               | nicht kandidiert | nicht kandidiert | nicht kandidiert | nicht kandidiert | nicht kandidiert | nicht kandidiert | nicht kandidiert | nicht kandidiert | nicht kandidiert | nicht kandidiert | nicht kandidiert | nicht kandidiert | 078              | 05               | 0                | 163              | 12               | 02               | 0158             | 12               | 01               | nicht kandidiert | nicht kandidiert | nicht kandidiert |
| Namensliste Wilfinger             | nicht kandidiert | nicht kandidiert | nicht kandidiert | nicht kandidiert | nicht kandidiert | nicht kandidiert | nicht kandidiert | nicht kandidiert | nicht kandidiert | 0157             | 11               | 01               | 208              | 15               | 02               | 112              | 08               | 01               | nicht kandidiert | nicht kandidiert | nicht kandidiert | nicht kandidiert | nicht kandidiert | nicht kandidiert |
| FÜR – Liste für Hartberg Umgebung | 384              | 27               | 4                | 398              | 030              | 05               | nicht kandidiert | nicht kandidiert | nicht kandidiert | nicht kandidiert | nicht kandidiert | nicht kandidiert | nicht kandidiert | nicht kandidiert | nicht kandidiert | nicht kandidiert | nicht kandidiert | nicht kandidiert | nicht kandidiert | nicht kandidiert | nicht kandidiert | nicht kandidiert | nicht kandidiert | nicht kandidiert |
| Wahlberechtigte                   | 1.776            | 1.776            | 1.776            | 1.769            | 1.769            | 1.769            | 1.742            | 1.742            | 1.742            | 1.714            | 1.714            | 1.714            | 1.695            | 1.695            | 1.695            | 1.564            | 1.564            | 1.564            |                  |                  |                  |                  |                  |                  |
| Wahlbeteiligung                   | 81 %             | 81 %             | 81 %             | 76 %             | 76 %             | 76 %             | 77 %             | 77 %             | 77 %             | 83 %             | 83 %             | 83 %             | 85 %             | 85 %             | 85 %             | 86 %             | 86 %             | 86 %             | 91 %             | 91 %             | 91 %             | 95 %             | 95 %             | 95 %             |

### Wappen
Das Gemeindewappen wird seit 1. Juli 1989 geführt.

Blasonierung: „In schwarzen mit goldenen Weinblättern bestreuten Schild ein goldener Wolf“
Die Freiherren von Neuberg, deren Burg im Gemeindegebiet steht, führten einen silbernen Wolf in ihrem Wappen. In Anlehnung an die über dem Schild im Wappen der Grafen von Herberstein und Freiherren von Neuberg gestreuten goldenen Lindenblätter wurde der Wolf in Gold wiedergegeben. Die goldenen Weinblätter deuten auf den alten und auch jetzt wieder blühenden Weinbau in der Gemeinde hin.

## Söhne und Töchter der Gemeinde
- Fritz Posch (1911–1995), österreichischer Historiker
- Erich Pöltl (1942–2021), Politiker (ÖVP) und Landesrat in der Steiermärkischen Landesregierung
- Elias Scherf (* 2003), Fußballspieler
- Fabian Wilfinger (* 2003), Fußballspieler[10]